# ليون إبستاين
ليون إبستاين (بالإنجليزية: Leon Epstein)‏ هو عالم سياسة أمريكي، ولد في 29 مايو 1919 في ميلواكي في الولايات المتحدة، وتوفي في 1 أغسطس 2006 في ماديسون في الولايات المتحدة.